# Saxifraga canaliculata
Saxifraga canaliculata là một loài thực vật có hoa trong họ Saxifragaceae. Loài này được Boiss. & Reut. ex Engl. miêu tả khoa học đầu tiên năm 1872.